# Kauai-Palila
Der Kauai-Palila (Loxioides kikuchi), auch als Pilas Palila bezeichnet, ist eine ausgestorbene Singvogelart aus der Unterfamilie der Kleidervögel (Drepanidinae). Das Artepitheton ehrt William „Pila“ und Delores Kikuchi, die in den 1990er-Jahren bei den paläontologischen Ausgrabungsarbeiten auf Kauaʻi assistierten.

## Merkmale
Bekannt ist der Kauai-Palila nur durch zwei Oberkiefer, die im Dezember 1997 und im August 1998 in der Makauwahi Cave im Koloa Quadrange auf Kauaʻi zu Tage gefördert wurden. Bei beiden Oberkiefern fehlt ein Teil des linken seitlichen Nasenfortsatzes. Der Kauai-Palila war größer als sein noch lebender Verwandter von der Insel Hawaiʻi. Auch hatte er keinen hakenförmigen Schnabel, so dass von einer anderen Nahrung als beim Palila (Loxioides bailleui) ausgegangen werden kann. Im Verhältnis zur Breite war der Oberschnabel kurz und äußerst rückwärts gebogen.

## Aussterben
Die subfossilen Überreste wurden in einer stratigraphischen Einheit entdeckt, die auf ein Alter von 300 bis 600 Jahre datiert wird. Storrs Lovejoy Olson und Helen Frances James, die die Art im Jahr 2006 beschrieben haben, vermuten, dass der Kauai-Palila bis ins späte 18. oder bis ins frühe 19. Jahrhundert überlebt haben könnte und erst bei der Besiedelung Kauaiʻs durch die Europäer ausstarb. Offenbar wurde er während der Expeditionen der Kapitäne James Cook und James King in den Jahren 1778 und 1779 ebenso übersehen wie bei den Exkursionen von John Kirk Townsend und Thomas Nuttall im Jahr 1835.